# لیز در سپتامبر
لیز در سپتامبر (به انگلیسی: Liz in September) فیلمی محصول سال ۲۰۱۴ و به کارگردانی فینا تورس است. در این فیلم بازیگرانی همچون پاتریشیا ولاسکوئز، الوئیزا ماتورن، میمی لازو، البا اسکوبار، آریت تورس، دانای گارسیا، ماریا لوئیس فلورس، لوئیز جرنیمو آبرئو ایفای نقش کرده‌اند.